# Diplodus capensis
Diplodus capensis (лат.) — вид морских рыб из семейства спаровых. Иногда считается подвидом Diplodus sargus.
Максимальная длина тела достигает 45 см, в среднем 30 см.
Вид распространён на юго-востоке Атлантики у берегов Анголы, Намибии и ЮАР и на западе Индийского океана у берегов Мозамбика и Мадагаскара. Обитает на рифах на глубине до 50 м.
Питается беспозвоночными и водорослями.